# Corte de Apelaciones de Nueva York
La Corte de Apelaciones de Nueva York es el más alto tribunal del estado de Nueva York Estados Unidos. La Corte de Apelaciones está integrada por siete jueces: el Presidente de la Corte y seis jueces asociados nombrados por el Gobernador a un acuerdo de 14 años.
El juez de la Corte de Apelaciones también dirige la administración del sistema judicial del estado, por tanto, también conocido como el principal juez del estado de Nueva York. El actual Jefe de Jueces es la magistrada Janet DiFiore.

## Jurisdicción

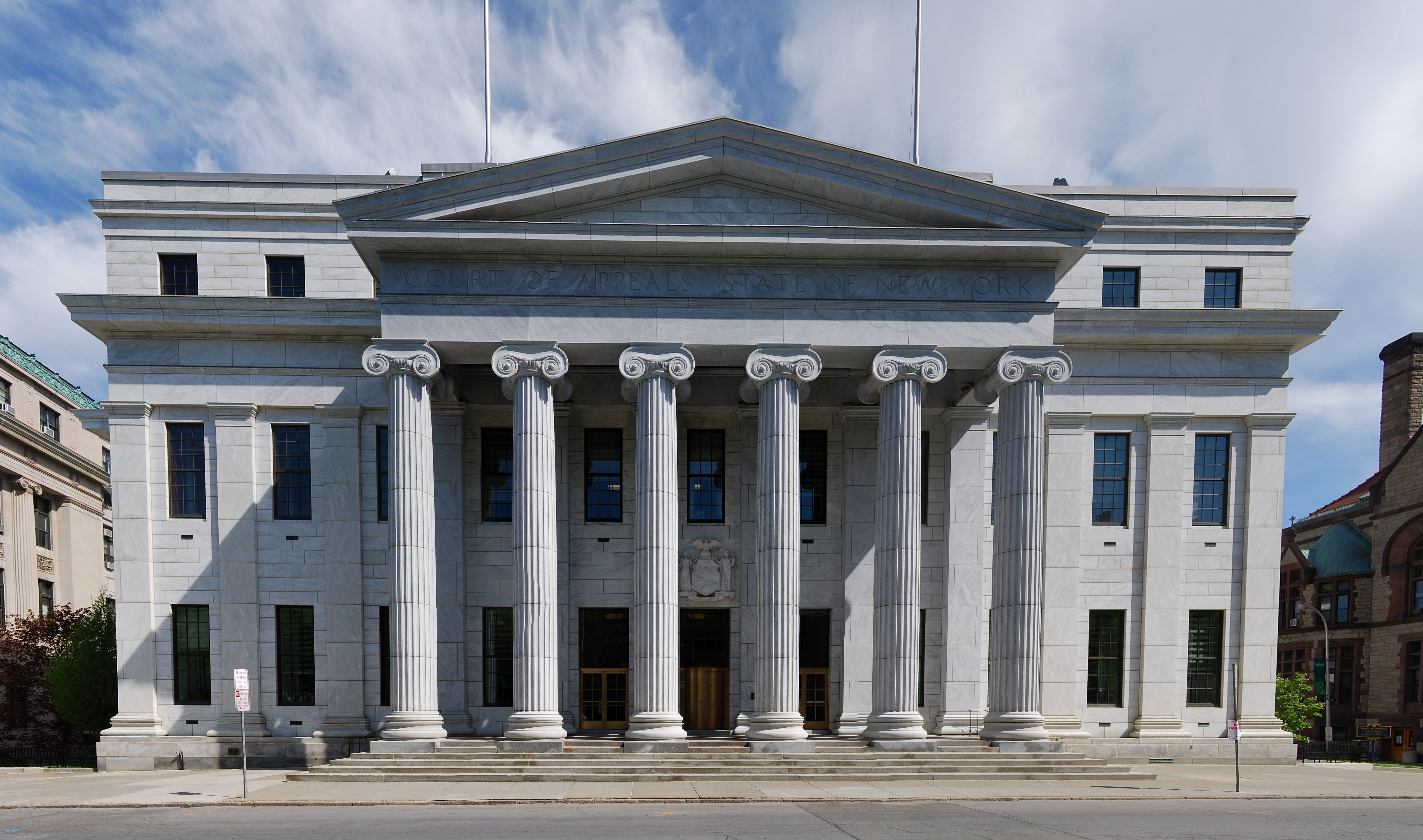
Sede del palacio de la Corte de Apelaciones de Nueva York en Albany del arquitecto Henry Rector.

Las apelaciones son tomadas de los cuatro departamentos del Tribunal Supremo de Nueva York, División de Apelaciones, las decisiones de la Corte de Apelaciones son vinculantes en todo el estado.
A diferencia de la situación en casi todas las jurisdicciones de Estados Unidos, en el que el máximo tribunal de la jurisdicción reconoce oficialmente los nuevos abogados al tribunal del estado, el Tribunal de Apelaciones no tiene ningún papel en la admisión del tribunal. En cambio, la División de Apelaciones se hace responsable de las admisiones de tribunal.

## Jueces
| Nombre                    | Inicio | Término                              | Nombrado por el Gobernado | Asistió a la Escuela de Derecho     |
| ------------------------- | ------ | ------------------------------------ | ------------------------- | ----------------------------------- |
| Presidente Janet DiFiore  | 2016   | 2025                                 | Andrew Cuomo, Demócrata   | St. John's University School of Law |
| Jueza Leslie E. Stein     | 2015   | 2026                                 | Andrew Cuomo, Demócrata   | Albany Law School                   |
| Juez Eugene M. Fahey      | 2015   | 2021                                 | Andrew Cuomo, Demócrata   | University at Buffalo Law School    |
| Juez Michael J. Garcia    | 2016   | 2030                                 | Andrew Cuomo, Demócrata   | Albany Law School                   |
| Juez Rowan D. Wilson      | 2017   | 2031                                 | Andrew Cuomo, Demócrata   | Harvard Law School                  |
| Jueza Jenny Rivera        | 2013   | 2027                                 | Andrew Cuomo, Demócrata   | New York University School of Law   |
| Jueza Sheila Abdus-Salaam | 2013   | 2027 (Fallecida en el cargo en 2017) | Andrew Cuomo, Demócrata   | Columbia Law School                 |

### Presidente de la Corte
El presidente de la Corte de Apelaciones de Nueva York es el juez principal de la Corte de Apelaciones de Nueva York. Es el encargado de supervisar la Corte que tiene a siete jueces de apelación. Además, supervisa la labor del sistema unificado de Tribunales del Estado, que a partir de 2009, contó con un presupuesto anual de 2500 millones de dólares y más de 16 000 empleados. También es miembro de la Conferencia Judicial del Estado de Nueva York.